# Wattsville (Virginia)
Wattsville es un lugar designado por el censo situado en el condado de Accomack, Virginia  (Estados Unidos). Según el censo de 2010 tenía una población de 1.128 habitantes.

## Demografía
Según el censo de 2010, Wattsville tenía una población en la que el 64,9% eran blancos; el 28,0% afroamericanos; el 0,4% eran indios americanos y nativos de Alaska; el 1,1% eran asiáticos; el 0,3% hawaianos y otros isleños del Pacífico; el 2,4% de otra raza, y el 2,9% a partir de dos o más razas. El 3,6% del total de la población eran hispanos o latinos de cualquier raza.